# 艾得理
艾得理（英語：David Howard Adeney，1911年11月3日—1994年5月11日），英国内地会派往中国的传教士、第一届国际学生福音团契（IFES）远东区总干事、新加坡门徒训练中心（Discipleship Training Center）創辦人。

## 生平
1911年，艾得理生于英国貝德福德一个虔诚的基督徒家庭，父亲是一位牧师，在罗马尼亚向犹太人传教，母亲留在英国照顾四个儿子。后来兄弟四人都成了传教士。艾得理就读位于森麻實郡的蒙克頓庫姆学校（Monkton Combe School），後於1933年於劍橋大學畢業。
艾得理受戴德生和“剑桥七杰”传记的影响，在高中毕业时，已确信上帝呼召他去中国宣教。从剑桥大学神学院毕业后，又在伦敦内地会训练中心学习一年，1934年秋天，艾得理乘船启程前往中国。在安庆经过六个月的语言训练后，前往河南乡村从事乡村布道。1936年，艾得理开始常住方城县。1938年春天，艾得理在方城县与来自美国的宣教士德忠玉（Ruth Temple）结婚。1941年，艾得理全家离开河南前往美国休假，不久，太平洋战争爆发，艾得理只得留在西方。1943年，艾得理回英国负责内地会的祷告事工。
1945年二战结束，艾得理得以返回中国，他与赵君影合作，在重庆成立了基督徒学生联合会，吸引许多流亡大学生成为基督徒，后来他们中间产生了不少基督徒领袖。1950年，传教士被逐出中国，艾得理加入美国校际团契（IVCF）。1956年，艾得理抵达香港，担任第一届国际学生福音团契远东区总干事。1968年，他在新加坡成立"门徒训练中心"，培育亚洲基督徒领袖。1976年，艾得理退休搬到加州柏克萊，又发起"守望中华"代祷。1979年，海外基督使团（内地会自中国大陆撤出后的新名称）在香港成立“中国事工部＂，艾得理是北美支部的召集人。1991年冬天，80岁的艾得理，在加拿大华裔冬令营当讲员，不慎在雪地上摔伤。
1994年5月，艾得理病逝加州柏克莱家中，葬于邻近的中国山（China Hill）。

## 書目
- 艾得理："The Unchanging Commission" (1955)
- 艾得理："China, the Church's Long March （页面存档备份，存于）" (1985)

## 外部連結
- 香港基督徒學生福音團契 （页面存档备份，存于）